# Laelia maseniensis
Laelia maseniensis är en fjärilsart som beskrevs av Embrik Strand 1917. Laelia maseniensis ingår i släktet Laelia och familjen tofsspinnare. Inga underarter finns listade i Catalogue of Life.